# アルバート・ジェームズ・キャンベル
アルバート・ジェームズ・キャンベル（英語: Albert James Campbell, 1857年12月12日 - 1907年8月9日）は、アメリカ合衆国の政治家、民主党員。モンタナ州選出のアメリカ合衆国下院議員を1期務めた。

## 経歴・人物
1857年12月12日、キャンベルはミシガン州ポンティアックで生まれた。地元の学校を卒業後、ランシングの州立農業大学（現ミシガン州立大学）に通った。卒業後は教師として働きながら、法律の勉強を続け、1881年に弁護士資格を取得し、ミシガン州オックスフォードで活動した。1882年、ミシガン州クラークに移り、弁護士としての活動を再開した。1886年、ミシガン州レイク郡の検事を務めたが、1888年に辞任した。1897年、モンタナ州下院議員を務めた。
キャンベルは、民主党から下院議員選挙に出馬し、共和党のトーマス・C・マーシャル、人民党のT・S・ホーガンを破り、当選を果たした。1900年選挙には出馬せず、政界を引退。モンタナ州ビュートで弁護士業を再開した。
1907年8月9日、ニューヨーク市で死去。モンタナ州ビュートのマウント・モーリア墓地に埋葬された。